# Lake Placid (film)
Lake Placid is een Amerikaanse komische horrorfilm uit 1999 onder regie van Steve Miner. Dit eerste deel bleek het begin van een filmserie die in 2007 verder ging met Lake Placid 2 en daarna nog een aantal vervolgen kreeg. Het verhaal gaat in ieder deel over enorme krokodillen en een of een groep mensen die ze proberen te vangen of verslaan. In tegenstelling tot het origineel verschenen alle vervolgen meteen op televisie.

## Verhaal
In een meer in Aroostook County blijkt een krokodil van meer dan negen meter lang te leven. Nadat hij een aantal menselijke slachtoffers maakt, gaan Kelly Scott, Jack Wells en Hank Keough samen met professor Hector Cyr op onderzoek uit. Ze besluiten om het dier te vangen, maar komen hierdoor in levensgevaarlijke situaties terecht. De alleenstaande weduwe Delores Bickerman blijkt de krokodil bovendien al jaren te voeren.

## Rolverdeling
| Acteur            | Personage         |
| ----------------- | ----------------- |
| Bridget Fonda     | Kelly Scott       |
| Bill Pullman      | Jack Wells        |
| Oliver Platt      | Hector Cyr        |
| Brendan Gleeson   | Hank Keough       |
| Betty White       | Delores Bickerman |
| David James Lewis | Walt Lawson       |
| Tim Dixon         | Stephen Daniels   |
| Natassia Malthe   | Janine            |
| Mariska Hargitay  | Myra Okubo        |
| Meredith Salenger | Sharon Gare       |

## Vervolgen
- Lake Placid 2 (2007)
- Lake Placid 3 (2010)
- Lake Placid: The Final Chapter (2012)
- Lake Placid vs. Anaconda (2015)
- Lake Placid: Legacy (2018)